# Алистратчани
Алистратчани (на гръцки: Αλιστρατινοί, алистратини) са жителите на зъхненската паланка Алистрат (Алистрати), Егейска Македония, Гърция. Това е списък на най-известните от тях.

## Родени в Алистрат
А – Б – В – Г – Д –
Е – Ж – З – И – Й –
К – Л – М – Н – О –
П – Р – С – Т – У –
Ф – Х – Ц – Ч – Ш –
Щ – Ю – Я

### В
- Васил Божиков (Василис Возикис), четник в гръцка андартска чета в Македония[1]

### Г
- Георги Кутлев, деец на гръцката въоръжена пропаганда в Македония
- Георги Стоименов (1873 – 1913), деец на гръцката въоръжена пропаганда в Македония

### Д
- Димитър Тодоров (Димитриос Теодоракис), четник в гръцка андартска чета в Македония[2]
- Димитър Франгов (Димитриос Франгос), гръцки четник в гръцка андартска чета в Македония[3]
- Димитър Попкостов (Димитриос Папакостас), ятак на гръцките чети[4]
- Д. Пофкас, гръцки благодетел в гръцка андартска чета в Македония[5][6]

### Е
- Евстатий Стоименов (Евстатиос Стоименидис), деец на гръцката пропаганда в Македония, агент III клас[1]

### И
- Иван Карагьозов (Йоанис Карагйозис), четник в гръцка андартска чета в Македония[7]
- Иван Франгов (Йоанис Франгос), деец на гръцката пропаганда в Македония, агент III клас[1]
- Иван Бусев (Йоанис Бусьос), ятак  на гръцките андартски чети в Македония[8]

### К
- Константин Пансулис (р. 1899 – ?), интербригадист[9]
- Константин Цимбов (Κωνσταντίνος Τσίμπας), деец на гръцката въоръжена пропаганда в Македония
- К. Пулименис, ятак  на гръцките андартски чети в Македония[10]

### М
- Михаил Франгов (Михаил Фрагос), четник в гръцка андартска чета в Македония[11]

### Н
- Никола Николиев (? – 1904), български революционер, серски войвода на ВМОРО
- Никола Франгов (Николаос Франгу), четник в гръцка андартска чета в Македония[12]
- Николаос Цимбас (1904 – 1978), гръцки лекар и политик
- Н. Киру, ятак на гръцките андартски чета в Македония[13]

### П
- Петър Ст. Петров (Πέτρος Στ. Πετρίδης), деец на гръцката въоръжена пропаганда в Македония[14]

### С
- Стерьо Каракусев (Стерьос Каракусис), ятак на гръцките андартски чета в Македония[15]

### Т
- Тома Ванджел (1836 – 1906), търговец и благотворител[16]

### Х
- Христо Франгов (Христос Франгос), четник в гръцка андартска чета в Македония[17]

## Починали в Алистрат
- Атанасий Каирис (? – 1852), драмски митрополит
- Димитър Т. (Тодоров) Тахтабов, български военен деец, подпоручик, загинал през Първата световна война[18]
- Йоаникий Иконому (? – 1879), драмски митрополит
- Стойо Костов (Стойо войвода, Стойо Скрижовски, 1846 или 1855 – 1895), български хайдутин и революционер